# Berberis hyperythra
Berberis hyperythra är en berberisväxtart som beskrevs av Friedrich Ludwig Diels. Berberis hyperythra ingår i släktet berberisar, och familjen berberisväxter. Inga underarter finns listade i Catalogue of Life.